# Carl Ludwig Koch

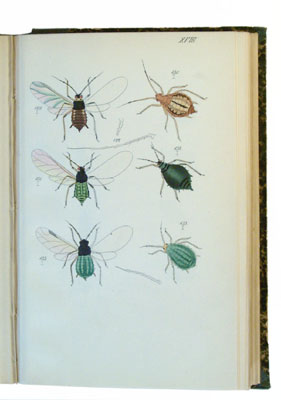
Carl Ludwig Koch, Die Pflanzenläuse, Aphiden

Carl Ludwig Koch (Kusel, 21 settembre 1778 – Norimberga, 23 agosto 1857) è stato un entomologo, aracnologo e ispettore forestale tedesco, famoso per avere scritto diversi trattati sugli aracnidi (Arachnida, Cuvier 1812).

## Nomenclatura tassonomica
Di fianco alla specie, il suo nome abbreviato è indicato con C.L.KOCH, per non confonderlo con quello del figlio, anch'egli affermato aracnologo, che è L.KOCH.

## Opere
- Die Pflanzenläuse, Aphiden. Lotzbeck, Norimberga 1857.
- Übersicht des Arachnidensystems. Zeh, Norimberga 1837–50.
- Deutschlands Crustaceen, Myriapoden und Arachniden. Pustet, Ratisbona 1835–44.
- Die Arachniden. Zeh, Norimberga 1831–48.
- System der baierischen Zoologie. Norimberga/Monaco di Baviera 1816.

| C.L. Koch è l'abbreviazione standard utilizzata per le specie animali descritte da Carl Ludwig Koch. Categoria:Taxa classificati da Carl Ludwig Koch |